# Pradère-les-Bourguets
Pradère-les-Bourguets is een voormalige gemeente in het Franse departement Haute-Garonne in de regio Occitanie en telt 251 inwoners (1999). De plaats maakt deel uit van het arrondissement arrondissement Toulouse.

## Geschiedenis
Pradère-les-Bourguets is op 1 januari 2018 opgegaan in de gemeente Lassere. 

## Geografie
De oppervlakte van Pradère-les-Bourguets bedraagt 4,9 km², de bevolkingsdichtheid is 51,2 inwoners per km².
De onderstaande kaart toont de ligging van Pradère-les-Bourguets met de belangrijkste infrastructuur en aangrenzende gemeenten.

## Demografie
Onderstaande figuur toont het verloop van het inwonertal (bron: INSEE-tellingen).